# ميخائيل غريغور
ميخائيل غريغور (بالألمانية: Michael Gregor)‏ هو مغني وموسيقي وملحن نمساوي، ولد في 1974 في النمسا.

## وصلات خارجية
- ميخائيل غريغور على موقع ميوزك برينز (الإنجليزية)
- ميخائيل غريغور على موقع ميوزك برينز (الإنجليزية)
- ميخائيل غريغور على موقع أول ميوزيك (الإنجليزية)
- ميخائيل غريغور على موقع ديسكوغز (الإنجليزية)
- ميخائيل غريغور على موقع ديسكوغز (الإنجليزية)